# Карліт
Карліт(фр. Pic Carlitte; кат. Puig Carlit) — гора в Піренеях, висота 2921 м. Розташована в історичній Каталонії: в південно-західній частині Франції на кордоні з Іспанією. Перше сходження здійснив Генрі Расселл (Henry Russell) у 1864 році.